# Filmografia lui Clint Eastwood
Clint Eastwood este un actor, compozitor, muzician, producător, regizor și scenarist american. După începerea carierei sale ca actor minor, apoi secundar și total necreditat în roluri modeste și în filme modeste și chiar în seriale de televiziune, Clint Eastwood și-a îmbunătățit treptat statutul său de actor, devenind mai întâi actor secundar creditat în distribuție și apoi primind roluri principale.
Ulterior, după succesul rolului său din serialul de televiziune en  Rawhide, care l-a propulsat ca fiind un actor recunoscut național, a urmat rolul principal său din seria de spaghetti western a lui Sergio Leone Dollars Trilogy, din care fac parte cunoscutele filme Pentru un pumn de dolari (în 1964), Pentru câțiva dolari în plus (în 1965) și Cel bun, cel rău și cel urât (în 1966).
În total, Eastwood a apărut în peste 50 filme, fiind actor principal în 42 de filme, incluzând Hang 'Em High, Play Misty for Me, Dirty Harry, Escape from Alcatraz, Tightrope, The Bridges of Madison County și, cel mai recent, în Gran Torino.
Clint Eastwood a început să regizeze filme în 1971, iar în 1982, a debutat ca producător aproape simultan cu două filme, Firefox și Honkytonk Man. Uneori, în anumite filme ale sale, a interpretat roluri cameo. În multe din filmele sale a contribuit cu muzică compusă de el însuși.

## Filmografie
| An   | Film                                    | În calitate de | În calitate de | În calitate de | În calitate de | În calitate de                          | Note                  |
| An   | Film                                    | Regizor        | Producător     | Muzică         | Actor          | Rol                                     | Note                  |
| ---- | --------------------------------------- | -------------- | -------------- | -------------- | -------------- | --------------------------------------- | --------------------- |
| 1955 | Revenge of the Creature                 |                |                |                | Da             | Lab Technician Jennings                 | Necreditat; rol minor |
| 1955 | Francis in the Navy                     |                |                |                | Da             | Jonesy                                  | Rol minor             |
| 1955 | Lady Godiva of Coventry                 |                |                |                | Da             | First Saxon                             | Necreditat; rol minor |
| 1955 | Tarantula                               |                |                |                | Da             | Jet Squadron Leader                     | Necreditat; rol minor |
| 1956 | Never Say Goodbye                       |                |                |                | Da             | Will                                    | Necreditat; rol minor |
| 1956 | Star in the Dust                        |                |                |                | Da             | Tom                                     | Necreditat; rol minor |
| 1956 | Away All Boats                          |                |                |                | Da             | Marine Medic                            | Necreditat; rol minor |
| 1956 | The First Traveling Saleslady           |                |                |                | Da             | Locotenent Jack Rice                    | Rol minor             |
| 1957 | Escapade in Japan                       |                |                |                | Da             | Dumbo Pilot                             | Necreditat; rol minor |
| 1958 | Lafayette Escadrille                    |                |                |                | Da             | George Moseley                          | Rol minor             |
| 1958 | Ambush at Cimarron Pass                 |                |                |                | Da             | Keith Williams                          | Rol secundar          |
| 1964 | Pentru un pumn de dolari                |                |                |                | Da             | Joe                                     | Rol principal         |
| 1965 | Pentru câțiva dolari în plus            |                |                |                | Da             | Monco                                   | Rol principal         |
| 1966 | Cel bun, cel rău și cel urât            |                |                |                | Da             | Blondie                                 | Rol principal         |
| 1967 | The Witches                             |                |                |                | Da             | Carlone/Charlie                         | Rol secundar          |
| 1968 | Hang 'Em High                           |                |                |                | Da             | Jed Cooper                              | Rol principal         |
| 1968 | Coogan's Bluff                          |                |                |                | Da             | Walt Coogan                             | Rol principal         |
| 1968 | Where Eagles Dare                       |                |                |                | Da             | Locotenent Schaffer                     | Rol secundar          |
| 1969 | Paint Your Wagon                        |                |                | Da             | Da             | Pardner                                 | Rol secundar          |
| 1970 | Two Mules for Sister Sara               |                |                |                | Da             | Hogan                                   | Rol principal         |
| 1970 | Kelly's Heroes                          |                |                |                | Da             | Pvt. Kelly                              | Rol principal         |
| 1971 | The Beguiled                            |                |                |                | Da             | John McBurney                           | Rol principal         |
| 1971 | Dirty Harry                             |                |                |                | Da             | Harry Callahan                          | Rol principal         |
| 1971 | Play Misty for Me                       | Da             |                |                | Da             | David Garver                            | Rol principal         |
| 1972 | Joe Kidd                                |                |                |                | Da             | Joe Kidd                                | Rol principal         |
| 1973 | High Plains Drifter                     | Da             |                |                | Da             | The Stranger                            | Rol principal         |
| 1973 | Breezy                                  | Da             |                |                | Da             | Man in Crowd on Pier                    | Necreditat; rol cameo |
| 1973 | Magnum Force                            |                |                |                | Da             | Harry Callahan                          | Rol principal         |
| 1974 | Thunderbolt and Lightfoot               |                |                |                | Da             | John 'Thunderbolt' Doherty              | Rol principal         |
| 1975 | The Eiger Sanction                      | Da             |                |                | Da             | Jonathan Hemlock                        | Rol principal         |
| 1976 | The Outlaw Josey Wales                  | Da             |                |                | Da             | Josey Wales                             | Rol principal         |
| 1976 | The Enforcer                            |                |                |                | Da             | Harry Callahan                          | Rol principal         |
| 1977 | The Gauntlet                            | Da             |                | Da             | Da             | Ben Shockley                            | Rol principal         |
| 1978 | Every Which Way but Loose               |                | Da             |                | Da             | Philo Beddoe                            | Rol principal         |
| 1979 | Escape from Alcatraz                    |                |                |                | Da             | Frank Morris                            | Rol principal         |
| 1980 | Bronco Billy                            | Da             |                | Da             | Da             | Bronco Billy McCoy                      | Rol principal         |
| 1980 | Any Which Way You Can                   |                |                | Da             | Da             | Philo Beddoe                            | Rol principal         |
| 1982 | Firefox                                 | Da             | Da             |                | Da             | Mitchell Gant                           | Rol principal         |
| 1982 | Honkytonk Man                           | Da             | Da             | Da             | Da             | Red Stovall                             | Rol principal         |
| 1983 | Sudden Impact                           | Da             | Da             |                | Da             | Harry Callahan                          | Rol principal         |
| 1984 | Tightrope                               |                | Da             |                | Da             | Wes Block                               | Rol principal         |
| 1984 | City Heat                               |                |                | Da             | Da             | Locotenent Speer                        | Lead role             |
| 1985 | Pale Rider                              | Da             | Da             |                | Da             | Preotul                                 | Rol principal         |
| 1986 | Heartbreak Ridge                        | Da             | Da             | Da             | Da             | Gunnery Seargent Thomas 'Gunny' Highway | Rol principal         |
| 1988 | The Dead Pool                           |                |                |                | Da             | Harry Callahan                          | Rol principal         |
| 1988 | Bird                                    | Da             | Da             |                |                |                                         |                       |
| 1989 | Thelonious Monk: Straight, No Chaser    |                | Da             |                |                |                                         |                       |
| 1989 | Pink Cadillac                           |                |                |                | Da             | Tommy Nowak                             | Rol principal         |
| 1990 | White Hunter Black Heart                | Da             | Da             |                | Da             | John Wilson                             | Rol principal         |
| 1990 | The Rookie                              | Da             |                |                | Da             | Nick Pulovski                           | Rol principal         |
| 1992 | Unforgiven                              | Da             | Da             |                | Da             | William 'Will' Munny                    | Rol principal         |
| 1993 | In the Line of Fire                     |                |                |                | Da             | Secret Service Agent Frank Horrigan     | Rol principal         |
| 1993 | A Perfect World                         | Da             |                | Da             | Da             | Texas Ranger Red Garnett                | Rol secundar          |
| 1995 | The Bridges of Madison County           | Da             | Da             | Da             | Da             | Robert Kincaid                          | Rol principal         |
| 1995 | The Stars Fell on Henrietta             |                | Da             |                |                |                                         |                       |
| 1995 | Casper                                  |                |                |                | Da             | El însuși                               | Necreditat; rol cameo |
| 1997 | Absolute Power                          | Da             | Da             | Da             | Da             | Luther Whitney                          | Rol principal         |
| 1997 | Midnight in the Garden of Good and Evil | Da             | Da             |                |                |                                         |                       |
| 1999 | True Crime                              | Da             | Da             | Da             | Da             | Steve Everett                           | Rol principal         |
| 2000 | Space Cowboys                           | Da             | Da             |                | Da             | Frank Corvin                            | Rol principal         |
| 2002 | Blood Work                              | Da             | Da             |                | Da             | Terry McCaleb                           | Rol principal         |
| 2003 | Mystic River                            | Da             | Da             | Da             |                |                                         |                       |
| 2004 | Million Dollar Baby                     | Da             | Da             | Da             | Da             | Frankie Dunn                            | Rol principal         |
| 2006 | Flags of Our Fathers                    | Da             | Da             | Da             |                |                                         |                       |
| 2006 | Letters from Iwo Jima                   | Da             | Da             |                |                |                                         |                       |
| 2007 | Grace Is Gone                           |                |                | Da             |                |                                         |                       |
| 2008 | Changeling                              | Da             | Da             | Da             |                |                                         |                       |
| 2008 | Gran Torino                             | Da             | Da             | Da             | Da             | Walt Kowalski                           | Rol principal         |
| 2009 | Invictus                                | Da             | Da             |                |                |                                         |                       |
| 2010 | Hereafter                               | Da             | Da             | Da             |                |                                         |                       |
| 2011 | J. Edgar                                | Da             | Da             | Da             |                |                                         |                       |
| 2011 | Kurosawa's Way                          |                |                |                | Da             | El însuși                               |                       |
| 2012 | Trouble with the Curve                  |                | Da             |                | Da             | Gus Lobel                               | Rol principal         |
| 2014 | Jersey Boys                             | Da             | Da             |                |                |                                         |                       |
| 2014 | American Sniper                         | Da             | Da             |                | Da             | Church Goer                             | Rol cameo necreditat  |
| 2016 | Sully                                   | Da             | Da             |                |                |                                         |                       |
| 2018 | The 15:17 to Paris                      | Da             | Da             |                |                |                                         |                       |
| 2018 | A Star Is Born                          |                | Da             |                |                |                                         |                       |

^ I Creditat cu interpretarea unui cântec în film

^ II Creditat cu compunerea unor cântece prezente în film

^ III Creditat cu compunerea unor cântece din film

^ IV Creditat cu compunerea tuituror temelor muzicale din film.

## Televiziune
La începutul carierei sale de actor, Eastwood a interpretat mai multe roluri mici în mai multe seriale de televiziune. Lista de mai jos include mai multe apariții în mai multe seriale și emisiuni de televiziune, interpretând doar caractere de ficțiune. Lista nu cuprinde apariția sa la talk show-uri, interviuri, ceremonii sau la alte spectacole de mass media.
| An        | Titlu                            | Titlu                                      | Creditat ca | Creditat ca | Creditat ca                          |
| An        | Seriale                          | Note                                       | Regizor     | Actor       | Rol                                  |
| --------- | -------------------------------- | ------------------------------------------ | ----------- | ----------- | ------------------------------------ |
| 1955      | Allen in Movieland               | film de televiziune                        |             | Da          | Orderly                              |
| 1955      | Highway Patrol                   | 1 episod: "Motorcycle A"                   |             | Da          | Joe Keeley                           |
| 1956      | Death Valley Days                | 6 episoade                                 |             | Da          | John Lucas                           |
| 1957      | The West Point Story             | 1 episod: "White Fury"                     |             | Da          |                                      |
| 1958      | Navy Log                         | 1 episod: "The Lonely Watch"               |             | Da          | Burns                                |
| 1959      | Maverick                         | 1 episod: "Duel at Sundown"                |             | Da          | Red Hardigan                         |
| 1959–1965 | Rawhide                          | 217 episoade                               |             | Da          | Rowdy Yates                          |
| 1962      | Mister Ed                        | 1 episod: "Clint Eastwood Meets Mister Ed" |             | Da          | El însuși                            |
| 1985      | Amazing Stories                  | 1 episod: "Vanessa in the Garden"          | Da          |             |                                      |
| 2003      | The Blues                        | 1 episod: "Piano Blues"                    | Da          |             |                                      |
| 2009      | Johnny Mercer: The Dream's On Me |                                            |             | Da          | El însuși (plus producător executiv) |

## Alte articole
- Awards and nominations received by Clint Eastwood